# Jean Castarède
 (octobre 2022).
Jean Castarède est un économiste, écrivain, essayiste et éditeur français né le 6 mars 1934 à Bordeaux et mort le 12 mai 2015 à Boulogne-Billancourt.

## Biographie

### Jeunesse et études
Il effectue ses études à HEC Paris, puis obtient un doctorat d'économie, avec une thèse portant sur l'Europe. Il intègre ensuite l'ENA (promotion Marcel-Proust).

### Parcours professionnel
Au sortir de l'ENA, Jean Castarède est nommé administrateur civil au sein de la direction du Trésor. Il devient contrôleur d'État. Il est nommé président d'ENA-Recherche, succédant ainsi à René Lenoir.
Intéressé par la culture, il est nommé en 1987 vice-président du Conseil Supérieur du Mécénat Culturel, puis président du Centre Chorégraphique National du Ballet Atlantique, et président du festival de la Chanson française d’Aix en Provence. Il est président de la commission des publications et membre du comité directeur du Club des Cent.
En 1988, il devient directeur général du groupe ESSEC. Il quitte ce poste en 1989.
Entre 1992 et 1995, il est président-directeur général de Distribution de Monnaie de Paris Internationale. Il est également vice-président de la commission spécialisée de terminologie et de néologie économique et financière au ministère de l'Économie et des Finances.
Vice-Président trésorier du M.B.C., il a été trésorier de l’Agence pour la Vallée de la Culture, président des éditions France-Empire Monde, et a repris le domaine familial d'armagnac situé dans le Gers (Armagnac Castarède).
Il fait également partie du Cercle de l'Union interalliée, du Racing Club de France depuis 50 ans et a appartenu au Siècle pendant 30 ans.

### Parcours politique et syndical
Il a été pendant quatre ans au cabinet d’Alain Peyrefitte et d’Olivier Guichard. Il a également dirigé le cabinet de Norbert Segard, de Jean-Jacques de Bresson à l’ORTF et a été directeur du ministère de la Culture sous l’autorité de 4 ministres (Michel Guy, Françoise Giroud, Michel d'Ornano, Jean-Philippe Lecat).
De 1981 à 1993, en disponibilité de la fonction publique pour diriger un syndicat professionnel, particulièrement actif aux côtés de Jacques Dermagne actuellement président du Conseil économique et social.

## Publications
Il a publié 30 livres, qui marquent ses intérêts concernant la Renaissance, et notamment la période charnière du passage de la dynastie des Valois à celle des Bourbons (5 ouvrages), l’Europe (4 ouvrages), l’économie et notamment l’économie du luxe, la culture, l’Histoire de la littérature, Jean de La Fontaine et l’histoire des religions.
Il a été président du jury du Prix de l’Excellence du « meilleur livre économique »
- Europe 72, Julliard, 1972
- De l’Europe de la raison à celle du cœur, essai, Nathan, 1979
- La Communiculture, essai, Stock, en collaboration avec Jean Sur, 1980
- Petit Guide de poche de Paris, Tchou, en collaboration avec Marie-Aline Janneau, 1980
- Les Voies de la passion, roman, Acropole, 1984
- Gabrielle d’Estrées ou la passion du roi, Acropole, 1987
- Le Luxe, Que sais-je ? PUF, 1992, 3e réédition 2003
- La Triple Vie de la reine Margot. Amoureuse, comploteuse, écrivain, France Empire, 1992
- Henri IV, le roi vengé, France Empire, 1996
- Histoire de la Guyenne et de la Gascogne, France Empire, 1997
- Les femmes galantes du XVIe siècle, France Empire 2000
- Aquitaine, Éditions Sud Ouest, 2000
- La Gascogne, Éditions Sud Ouest, 2001
- Moulin-Rouge, Éditions France Empire, 2001
- Bassompierre 1579-1646, Éditions Perrin, 2002
- La construction européenne, Studyrama, 2002
- Les grands auteurs de la littérature française, Studyrama, 2004
- La Fontaine, Studyrama, 2004
- Histoire du Luxe en France, des origines à nos jours, Éditions Eyrolles, 2006
- 50 ans de construction européenne, Studyrama, 2007
- Les Religions, Studyrama, 2007
- Le Luxe, Que sais-je ? PUF, 1992, 8e réédition en 2014
- Luxe et civilisations, Éditions Eyrolles, 2008
- Guide de la cuisine à l’Armagnac, Edition du Sud Ouest, avril 2009
- Pour vivre vieux, restons jeunes, en collaboration avec Claire de Lys, Edition Médicis, 2009
- 1610, L'assassinat de Henri IV. Un tournant pour l'Europe, Éditions France Empire, Nov 2009
- Les plus belles lettres qui ont fait la France, en collaboration avec Stéphanie Le Bail, Éditions France Empire, mai 2012

## Distinctions
- Officier de la Légion d'honneur (1999)[4]
- Officier de l'ordre national du Mérite
- Commandeur de l'ordre des Arts et des Lettres